# ミハウ・ベルクソン
ミハウ・ベルクソン（ポーランド語: Michał Bergson、1820年5月20日 - 1898年3月9日）は、ポーランドの作曲家、ピアニストであり、ポーランドを代表するロマン派の音楽家の1人である。フレデリック・ショパンのプロモーターでもあった。

## 生涯
ポーランドのワルシャワで生まれたミハウ・ベルクソンは、ガブリエル・ベレクソンの息子であり、ベレクとテメル・ベルクソンの孫にあたり、サミュエル・ズビトコヴェルの曾孫であった。
彼の子供には、有名なフランスの哲学者アンリ・ベルクソンと、芸術家でオカルティストのモイナ・メイザースがいる。
彼はフリードリヒ・シュナイダー（英語: Friedrich Schneider）、カール・フリードリヒ・ルンゲンハーゲン、ヴィルヘルム・タウベルトに師事し、主にイタリアとスイスで活動した。1863年、ミハル・ベルクソンはジュネーヴ音楽院の教授となり後に学長となった。ベルクソンは当時ヨークシャー出身のキャサリン・レヴィソンと結婚しており、ロンドン、イギリス、フランスに居住した後、最終的にロンドンに定住した。彼はロンドンで亡くなった。

## 作品
- ルイーズ・ド・モンフォール（Luisa di Montfort 1847年上演）
- ルイーザ・ディ・モンフォール作曲「情景と空気」クラリネットとピアノのためのサルヴァトール・ローザ（'Scene and Air' from Luisa di Montfort for clarinet and piano Salvator Rosa）
- 狩りに行く者は居場所を失う（Qui va à la chasse, perd sa place 1859年）
- マズルカ、作品1と48（Mazurka, Opp. 1 and 48）
- ライン川、作品21（Le Rhin, Op. 21）
- 12 Études caractéristiques
- ピアノと管弦楽のための交響協奏曲作品62（Concerto Symphonique pour piano avec orchestra, Op. 62 1868年演奏）[5]